# Nature morte géométrique dans un losange
Nature morte géométrique dans un losange est un tableau réalisé par le peintre français Georges Braque en 1917. Ce panneau exécuté à la craie et à l'huile est une nature morte cubiste représentant différents objets, parmi lesquels une pipe, qu'encadre un losange horizontal. Elle est conservée au musée Kröller-Müller, à Ede, aux Pays-Bas.